# Красавка (Вадинский район)
Краса́вка — деревня в Вадинском районе Пензенской области России. Входит в состав Татаро-Лакинского сельсовета.

## География
Деревня находится в северо-западной части Пензенской области, в пределах восточной окраины Окско-Донской низменности, в лесостепной зоне, к северу от берега реки Вад, на расстоянии примерно 12 км (по прямой) к северо-западу от Вадинска, административного центра района.
Климат
Климат характеризуется как умеренно континентальный. Средняя температура воздуха самого холодного месяца (января) составляет −11,5 °C (абсолютный минимум — −44 °С); самого тёплого месяца (июля) — 19,5 °C (абсолютный максимум — 38 °С). Продолжительность безморозного периода составляет 133 дня. Годовое количество атмосферных осадков — 467 мм. Снежный покров держится в среднем 141 день.
Часовой пояс
Деревня Красавка, как и вся Пензенская область, находится в часовой зоне МСК (московское время). Смещение применяемого времени относительно UTC составляет +3:00.

## История
Основана как помещичья деревня в первой половине XIX века. Жители являлись прихожанами Покровской церкви села Татарская Лака. По состоянию на 1911 год в деревне, относившейся к Сергиево-Поливановской волости Керенского уезда, имелись одно крестьянское общество и 22 двора. Население деревни того периода составляло 164 человека. По данным 1955 года, в деревне располагалась бригада колхоза имени Калинина.

## Население
| 2010 |
| ---- |
| 9    |

Половой состав
По данным Всероссийской переписи населения 2010 года, в гендерной структуре населения мужчины составляли 33,3 %, женщины — соответственно 66,7 %.
Национальный состав
Согласно результатам переписи 2002 года, в национальной структуре населения русские составляли 100 % из 14 чел.

## Улицы
Уличная сеть деревни состоит из одной улицы (ул. Цветочная).